# Première dame de la république démocratique du Congo
Première dame de la république démocratique du Congo est le titre attribué à l'épouse du président de la république démocratique du Congo. L'actuelle première dame du pays est Denise Nyakeru, épouse du président Félix Tshisekedi, qui occupe ce rôle depuis le 24 janvier 2019. 
Le pays était connu sous le nom de Congo-Léopoldville de 1960 à 1971 et Zaïre de 1971 à 1997.

## Liste des premières dames de la république démocratique du Congo
| Nom                               | Portrait | Terme commencé   | Term Termed      | Président             | Remarques |
| --------------------------------- | -------- | ---------------- | ---------------- | --------------------- | --- |
| Hortense Ngoma Massunda Kasa-Vubu |          | 1er juillet 1960 | 24 novembre 1965 | Joseph Kasa-Vubu      | Kasa-Vubu, qui est née Hortense Ngoma Masunda en 1923, a épousé Joseph Kasa-Vubu lors d'une cérémonie catholique le 10 octobre 1941. . Elle est morte en 1996. |
| Marie-Antoinette Mobutu           |          | 24 novembre 1965 | 22 octobre 1977  | Mobutu Sese Seko      | En tant que Première dame du Zaïre à partir de 1971. Marie-Antoinette Mobutu, première épouse du président Mobutu Sese Seko, est décédée d'une insuffisance cardiaque le 22 octobre 1977. |
| Poste techniquement vacant        |          | 22 octobre 1977  | 1er mai 1980     | Mobutu Sese Seko      | Marie-Antoinette Mobutu est décédée le 22 octobre 1977. |
| Bobi Ladawa Mobutu                |          | 1er mai 1980     | 16 mai 1997      | Mobutu Sese Seko      | En tant que Première dame du Zaïre . Bobi Ladawa avait été la maîtresse de longue date de Sese Seko dans les années 1970. Le couple a eu des enfants ensemble avant même la mort de la première épouse de Sese Seko, Marie-Antoinette Mobutu, en 1977. Ladawa et Sese Seko se sont mariés dans une église et lors d'un mariage civil le 1er mai 1980, à la veille de la visite du pape Jean-Paul II au Zaïre. Cependant, le pape a refusé d'officier la cérémonie. |
| Sifa Mahanya                      |          | 17 mai 1997      | 16 janvier 2001  | Laurent-Désiré Kabila | Sifa Mahanya était l'épouse principale de Laurent-Désiré Kabila, qui aurait au moins 13 femmes, et matriarche des Kabilas,. Selon les biographies officielles, Mahanya et Laurent Kabila sont les parents de l'ancien président Joseph Kabila. Cependant, cette filiation est contestée par certains observateurs et personnalités de l'opposition. |
| Poste vacant                      |          | 16 janvier 2001  | 17 juin 2006     | Joseph Kabila         | Le président Joseph Kabila n'était pas marié à l'époque. |
| Olive Lembe di Sita               |          | 17 juin 2006     | 24 janvier 2019  | Joseph Kabila         | Olive Lembe di Sita a épousé le président Joseph Kabila le 17 juin 2006, à la résidence présidentielle de Gombe, Kinshasa. |
| Denise Tshisekedi                 |          | 24 janvier 2019  |                  | Félix Tshisekedi      | |